# Kimi ni todoke (film)
Kimi ni todoke (君に届け? conosciuto in inglese come From Me to You) è un film del 2010 diretto da Naoto Kumazawa. È tratto dalla serie Arrivare a te di Karuho Shiina.
Nel numero di febbraio 2010 della rivista in cui è stato pubblicato il manga, Bessatsu Margaret, è stata annunciata la produzione di un film con attori dal vivo. Distribuito nei cinema nipponici il 25 settembre 2010, il film è diretto da Naoto Kumazawa con Mikako Tabe che interpreta il ruolo di Sawako, mentre Haruma Miura quello di Shōta. Il film copre la storia dei primi 7 volumi del manga, differenziandosi in alcune parti. Il DVD e il Blu-ray sono usciti il 11 marzo 2011.

## Trama
Sawako Kuronuma è sempre stata evitata dai suoi compagni di classe perché il suo nome assomiglia a quello di 'Sadako', il personaggio principale del film horror Ring. I ragazzi sono fermamente convinti che chi guarda Sawako fisso negli occhi per più di tre secondi, verrà colpito dalla sfortuna più nera. Credono inoltre che sia capace di evocare gli spiriti dell'aldilà, pertanto la tengono sempre a distanza di sicurezza: tutte queste chiacchiere hanno assunto col tempo sempre maggior consistenza, anche perché la ragazza non è molto brava a farsi valere e si trova in difficoltà quando deve esprimere apertamente le proprie opinioni. Tuttavia, nonostante i pregiudizi, Sawako è una persona davvero carina e gentile, il suo motto è: «fai almeno una buona azione una volta al giorno». Shōta Kazehaya è invece uno studente dell'ultimo anno molto popolare tra i suoi compagni ed ammirato e desiderato da tutte le ragazze. Col suo aiuto, la ragazza riesce un po' alla volta a conquistare la fiducia in se stessa e ad uscire dal suo guscio d'introversione: col altri compagni del club di teatro s'impegna a svolgere il ruolo del fantasma durante le attività extrascolastiche. In tal modo le voci negative su di lei iniziano ad assopirsi.
Ume Kurumizawa, una delle più belle ragazze della scuola e grande ammiratrice di Shōta, inizia a diventare gelosa del modo affabile in cui Sawako viene trattata dall'affascinante Shota. Iniziano a questo punto a diffondersi strane voci su Ayane e sul fatto che ella abbia già dormito assieme e fatto sesso con almeno 100 ragazzi. Sawako crede che la maldicenza sia stata diffusa a causa del fatto che la ragazza la frequenti, prende così le distanze dai suoi nuovi amici.
Con l'aiuto costante di Shōta e toccate dal comportamento altruistico di Sawako, le giovani riusciranno in qualche maniera a superare quest'ostacolo, col risultato che la loro amicizia diventerà ancora più forte e solida. 
In seguito, nel corso del festival sportivo annuale scolastico Ume, con la scusa d'essere anche lei un'amica di Sawako, riesce ad avvicinarla e a confessarle i sentimenti che prova per Shōta, chiedendole d'aiutarla a dichiararsi, ma Sawako rifiuta, dicendo che anche per lei Shōta è molto speciale. Fino a quando Ume non trova da sola la forza ed il coraggio di confessare a Shōta tutto l'amore e il desiderio appassionato che sente nei suoi confronti: purtroppo per lei il ragazzo la respinge gentilmente ma con fermezza.
Giunge così l'inverno e il padre di Sawako chiede alla figlia di tornare a casa da scuola in autobus invece di percorrere tutta la strada a piedi come ha sempre fatto finora: i due ragazzi cominciano così ad aver sempre meno tempo da dedicare l'uno all'altra. Un bel momento Shōta prende il coraggio a due mani ed invita Sawako ad un appuntamento con l'intento di dichiararsi e chiederle d'essere la sua ragazza; purtroppo però lei fraintende invitando all'incontro anche le amiche. Shōta riesce infine a chiederle di uscire con lui per la vigilia di Natale, ma Sawako lo respinge spaventata e scappa via verso l'autobus, lasciandolo immerso in una sensazione di smarrimento e delusione. A peggiorare le cose, lei non si presenta alla festa di Natale a cui aveva promesso di andare, lasciando così il ragazzo di pessimo umore per tutto il tempo.
Chizuru Yoshida e Ayane Yano, le due care amiche di Sawako, le suggeriscono di andare a scusarsi con lui per Capodanno, tuttavia l'orchestra del padre della ragazza proprio quella sera deve suonare e Sawako non sa cosa fare: andare a sentire il padre che suona o cercare Shōta. Il film finisce con un abbraccio chiarificatore il primo giorno dell'anno nuovo, entrambi col cuore liberato per esser finalmente riusciti ad esprimere i propri sentimenti.